# José María Serrano Sanz
José María Serrano Sanz és un economista espanyol, catedràtic d'economia aplicada per la Universitat de Saragossa. Des de 2004 és acadèmic de la Reial Acadèmia de Ciències Morals i Polítiques.
Es doctorà en economia a la Universitat de Barcelona i posteriorment fou nomenat catedràtic d'economia aplicada de la Universitat de Saragossa, on també ha estat director del Departament d'Estructura Econòmica. També és director de la Fundació Economia Aragonesa (FUNDEAR), del Grup de Recerca Sector Exterior i Integració Monetària (SEIM) i de la Revista de Economía Aplicada. També és vicedegà i director de la Seu Pirineus de la Universitat Internacional Menéndez y Pelayo. En 2004 va ingressar a la Reial Acadèmia de Ciències Morals i Polítiques.

## Obres
- El viraje proteccionista en la Restauración: la política comercial española, 1875-1895 (1987)
- Los presupuestos de la Restauración (1875-1895) (1987)
- Discursos librecambistas
- De la crisis económica en España y sus remedios (2011)